# Моё сердце биться перестало
«Моё сердце биться перестало» (фр. «De battre mon cœur s'est arrêté») — фильм 2005 года режиссёра Жака Одиара, ремейк американского независимого фильма Джеймса Тобэка «Пальцы» (Fingers) 1978 года. Премьера фильма во Франции состоялась 16 марта 2005 года.

## Сюжет
Тома 28 лет, и ему уготовано продолжать бизнес своего отца: заниматься темными, полукриминальными сделками с недвижимостью. Но случайная встреча внушает ему надежду, что он может, как его мать, стать концертирующим пианистом. Он начинает серьёзно готовиться к прослушиванию и занимается с китайской пианисткой-виртуозом. Она ни слова не говорит по-французски, музыка единственное их средство общения. Желание перемен приводит к тому, что он начинает мечтать о прекрасной любви… Но пока что Тома приходится жить двойной жизнью — днём он играет на рояле, а по вечерам, вооружившись бейсбольной битой, помогает отцу выбивать деньги из должников и выгонять иммигрантов-нелегалов из пустующих квартир.

## В ролях
| Актёр          | Роль              |
| -------------- | ----------------- |
| Ромен Дюрис    | Тома Сер          |
| Нильс Ареструп | Робер Сер         |
| Жонатан Заккаи | Фабрис            |
| Жиль Коэн      | Сами              |
| Фам Линь Дан   | Мяо Линь          |
| Ор Атика       | Алина             |
| Эммануэль Дево | Крис              |
| Антон Яковлев  | Минсков           |
| Мелани Лоран   | подружка Минскова |
| Сэнди Уайтлоу  | Мистер Фокс       |

## Награды и номинации

### Награды
- 2006 — премия Британской киноакадемии за лучший фильм не на английском языке (Паскаль Кошете, Жак Одиар)
- 2005 — приз «Серебряный медведь» Берлинского кинофестиваля за лучшую музыку (Александр Деспла)
- 2006 — 8 премий «Сезар»: лучший фильм (Жак Одиар), лучший режиссёр (Жак Одиар), лучшая мужская роль второго плана (Нильс Ареструп), лучшая подающая надежды актриса (Фам Линь Дан), лучшая музыка к фильму (Александр Деспла), лучший адаптированный сценарий (Жак Одиар, Тонино Бенаквиста), лучший монтаж (Жюльетт Вельфлинг), лучшая работа оператора (Стефан Фонтен)
- 2006 — Премия Французского синдиката кинокритиков за лучший фильм (Жак Одиар)
- 2006 — Премия Люмьер за лучший фильм (Жак Одиар)

### Номинации
- 2005 — номинация на приз «Золотой медведь» Берлинского кинофестиваля (Жак Одиар)
- 2006 — две номинации на премию «Сезар»: лучший актёр (Ромен Дюрис), лучший звук
- 2005 — две номинации на премию Европейской киноакадемии: приз зрителей лучшему режиссёру (Жак Одиар), лучший актёр (Ромен Дюрис)